# Ulster
Ulster (ang. wym. [ˈʌlstər], irl. Ulaidh lub Cúige Uladh, wym. [ˈulə]) – jedna z czterech historycznych prowincji irlandzkich, położona w północnej części wyspy. Większa część prowincji należy współcześnie do Irlandii Północnej, będącej częścią Wielkiej Brytanii, a pozostała do Irlandii.
Powszechne, choć nieprecyzyjne, jest używanie określenia Ulster jako synonimu Irlandii Północnej.

## Hrabstwa
Należące do Irlandii Północnej (części Wielkiej Brytanii):
- Antrim
- Armagh
- Down
- Fermanagh
- Derry
- Tyrone

Należące do Irlandii:
- Cavan
- Donegal
- Monaghan

## Nazwa
Nazwa Ulsteru pochodzi od irlandzkiego królestwa Ulaid (Ulaidh lub Uladd). Prawdopodobnie w X-XI wieku, w czasach przybycia wikingów, została do oryginalnej nazwy dodana skandynawska końcówka -ster, tworząc formę Ulaidhster lub Uladdster. Następnie nazwa została uproszczona jako Ulster.

## Miasta z największą liczbą mieszkańców
W poniższej liście ujęto miasta, które mają ponad 14 000 mieszkańców. W nawiasie podano liczbę mieszkańców danego miasta.

Mapa przedstawiająca Ulster na mapie Irlandii. Na zielono zaznaczono hrabstwa, które należą do Irlandii, a na pomarańczowo do Wielkiej Brytanii.

1. Belfast (480 000)

2. Londonderry (105 000)

3. Craigavon (65 000)

4. Bangor (58 400)

5. Ballymena (28 700)

6. Newtownards (27 800)

7. Newry (27 400)

8. Carrickfergus (27 200)

9. Coleraine (24 000)

10. Antrim (20 000)

11. Omagh (19 800)

12. Letterkenny (19 600)

13. Larne (18 200)

14. Banbridge (14 700)

15. Armagh (14 500)